# ليليانا مورينو
ليليانا مورينو (بالإسبانية: Liliana Moreno)‏ هي دراجة كولومبية، ولدت في 8 يوليو 1992.

## وصلات خارجية
- ليليانا مورينو على موقع الاتحاد الدولي للدراجات (الإنجليزية)
- ليليانا مورينو على موقع أرشيف الدراجات (الإنجليزية)
- ليليانا مورينو على موقع إحصائيات الدراجات الإحترافية (الإنجليزية)
- ليليانا مورينو على موقع نسبة الدراجات (الإنجليزية)